# Limosella australis
Limosella australis är en flenörtsväxtart som beskrevs av Robert Brown. Limosella australis ingår i släktet ävjebroddar, och familjen flenörtsväxter. Inga underarter finns listade i Catalogue of Life.